# 小行星8913
小行星8913（英語：8913）是一颗围绕太阳公转的小行星。1995年12月22日，近地小行星追踪在茂宜岛发现了此天体。
这颗小行星的绝对星等为244.8918680201569等。